# Japanse abrikoos
De Japanse abrikoos (Prunus mume) is een Oost-Aziatische boom uit de rozenfamilie (Rosaceae). Deze soort is meer verwant aan de abrikoos dan aan de pruim, maar wordt desondanks in veel publicaties als pruim aangeduid. In het Japans worden de boom en de vruchten ervan ume (kanji: 梅; hiragana: うめ) genoemd. In China wordt de boom méi (梅) genoemd en de bloesem méihuā (梅花). In veel bronnen wordt dit laatste vertaald als 'pruimenbloesem'.

## Verspreiding
Het oorspronkelijke verspreidingsgebied van de Japanse abrikoos was in het zuiden van China, in de omgeving van de Yangtze. Later werd de plant geïntroduceerd in Japan, Korea, Taiwan en Vietnam. De Japanse abrikoos komt voor in spaarzaam begroeide bossen, rivieroevers, gecultiveerd landschap en beboste hellingen, soms tot ruim 3000 meter boven zeeniveau.

## Beschrijving
De Japanse abrikoos is een bladverliezende boom die een hoogte bereikt van vier tot tien meter. Hij begint midden in de winter te bloeien. In Oost-Azië is dit doorgaans in januari en februari. De roze bloemen hebben een diameter van 2 tot 2,5 centimeter en hebben een sterke geur. Kort nadat de bloesem verdwijnt, verschijnen de bladeren. Deze zijn ovaal en hebben een spitse punt. De lengte varieert van 4 tot 8 centimeter en de breedte van 2,5 tot 5 centimeter. De steenvruchten rijpen vroeg in de zomer en hebben een diameter van twee à drie centimeter. Net als bij een abrikoos loopt er een groef van de steel tot de punt. De vruchthuid wordt geel tijdens het rijpen, soms met een rode gloed. Het rijpe vruchtvlees is geel.

## Cultuuruitingen

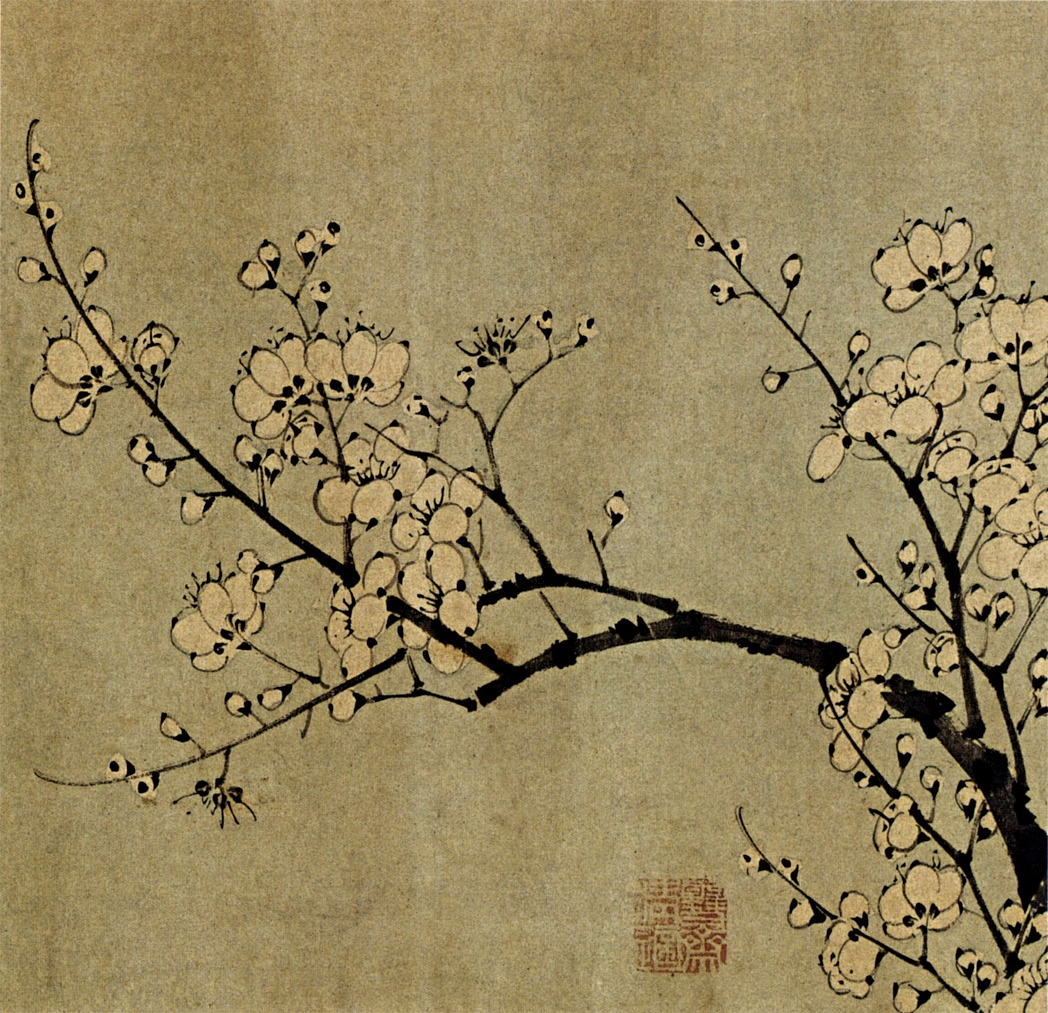
Pruimenbloesem door Sun Long en Chen Lu

De bloesem van de Japanse abrikoos is een van de meest geliefde bloemen in China en een geliefd onderwerp voor bloemschilderingen. Het zijn de bloemen van de 'Drie Vrienden van de Winter' en worden gezien als de voorbode van de lente. Omdat de kleine bloemen onder barre omstandigheden hun schoonheid tonen dienen ze als een metafoor voor innerlijke schoonheid en een nederige instelling onder ongunstige omstandigheden. De Japanse abrikoos staat als een van de 'Vier Edellieden' bovendien symbool voor de kwaliteiten van een junzi of edelman, die in moreel en sociaal opzicht superieur zou zijn aan het gewone volk.
... · 
P. armeniaca (Abrikoos) · 
P. avium (Zoete kers) · 
P. cerasifera (Kerspruim) · 
P. cerasus (Zure kers) · 
P. domestica (Pruim) · 
P. dulcis (Amandelboom) ·
P. incisa (Fujikers) · 
P. insititia (Kroosje) · 
P. itosakura · 
P. laurocerasus (Laurierkers) · 
P. maackii · 
P. mahaleb (Weichselboom) · 
P. mume (Japanse abrikoos) · 
P. padus (Gewone vogelkers) · 
P. persica (Perzik) · 
P. salicina × armeniaca (Pluot) · 
P. serrulata (Japanse sierkers) · 
P. serotina (Amerikaanse vogelkers) · 
P. sibirica · 
P. spinosa (Sleedoorn) · 
P. ×syriaca (Mirabel) · 
P. ×yedoensis  · 
...